# El Achour
El Achour è un comune dell'Algeria, situato nella provincia di Algeri.